# Hister ritsemae
Hister ritsemae är en skalbaggsart som beskrevs av Sylvain Auguste de Marseul 1882. Hister ritsemae ingår i släktet Hister och familjen stumpbaggar. Inga underarter finns listade i Catalogue of Life.